# Буон Ма Туот
Буон Ма Туот (виј. Buôn Ma Thuột) је град у Вијетнаму у покрајини Дак Лак. Према резултатима пописа 2009. у граду је живело 340.000 становника.